# بریت بیکر
بریتنی آن بیکر (زاده ۲۳ آوریل ۱۹۹۱) یک کشتی‌گیر حرفه ای و دندانپزشک آمریکایی است. وی با ای‌ئی‌دبلیو قرارداد امضا کرده است -او اولین زنی است که در سال ۲۰۱۹ به فهرست رسمی این شرکت ملحق شده است - جایی که او با نام رینگ دکتر بریت بیکر، DMD به اجرا می‌پردازد.

## اوایل زندگی
بریتنی آن بیکر در پانکسسوتاونی، پنسیلوانیا در ۲۳ آوریل ۱۹۹۱ متولد شد. والدین او، معلم مدرسه ابتدایی مری آن و مدیر مراقبت‌های بهداشتی سم بیکر بودند. او یک برادر کوچکتر دارد. بیکر در دوران کودکی در رشته‌های ورزشی، بسکتبال و دو میدانی شرکت می‌کرد. او در دانشگاه ایالتی پنسیلوانیا با یک خردسال در رشته رشد انسانی و مطالعات خانواده در رشته پزشکی رفتاری با رشته فرعی در توسعه انسانی و مطالعات خانواده تحصیل کرد و در سال ۲۰۱۳ فارغ‌التحصیل شد. در سال ۲۰۱۴، همزمان با آغاز تمرینات خود به عنوان یک کشتی‌گیر حرفه ای، در دانشکده پزشکی دندانپزشکی دانشگاه پیتسبورگ ثبت نام نمود و در می ۲۰۱۸ فارغ‌التحصیل شد.

## رسانه‌های دیگر
بیکر به عنوان یکی از بازیگران اصلی AEW All Access ظاهر می‌شود. او اولین بازی ویدیویی خود را به عنوان یک شخصیت قابل بازی در AEW Fight Forever انجام داد.
بیکر در کنار آدام کول در اپیزود ۸ می ۲۰۲۲ " کار تا مرگ " سریال واقعیت آمریکایی Bar Rescue ظاهر شد. او همچنین در فصل ششم سریال کبرا کای نقش مهمان را داشت.

## قهرمانی‌ها و دستاوردها
- کشتی نخبگان

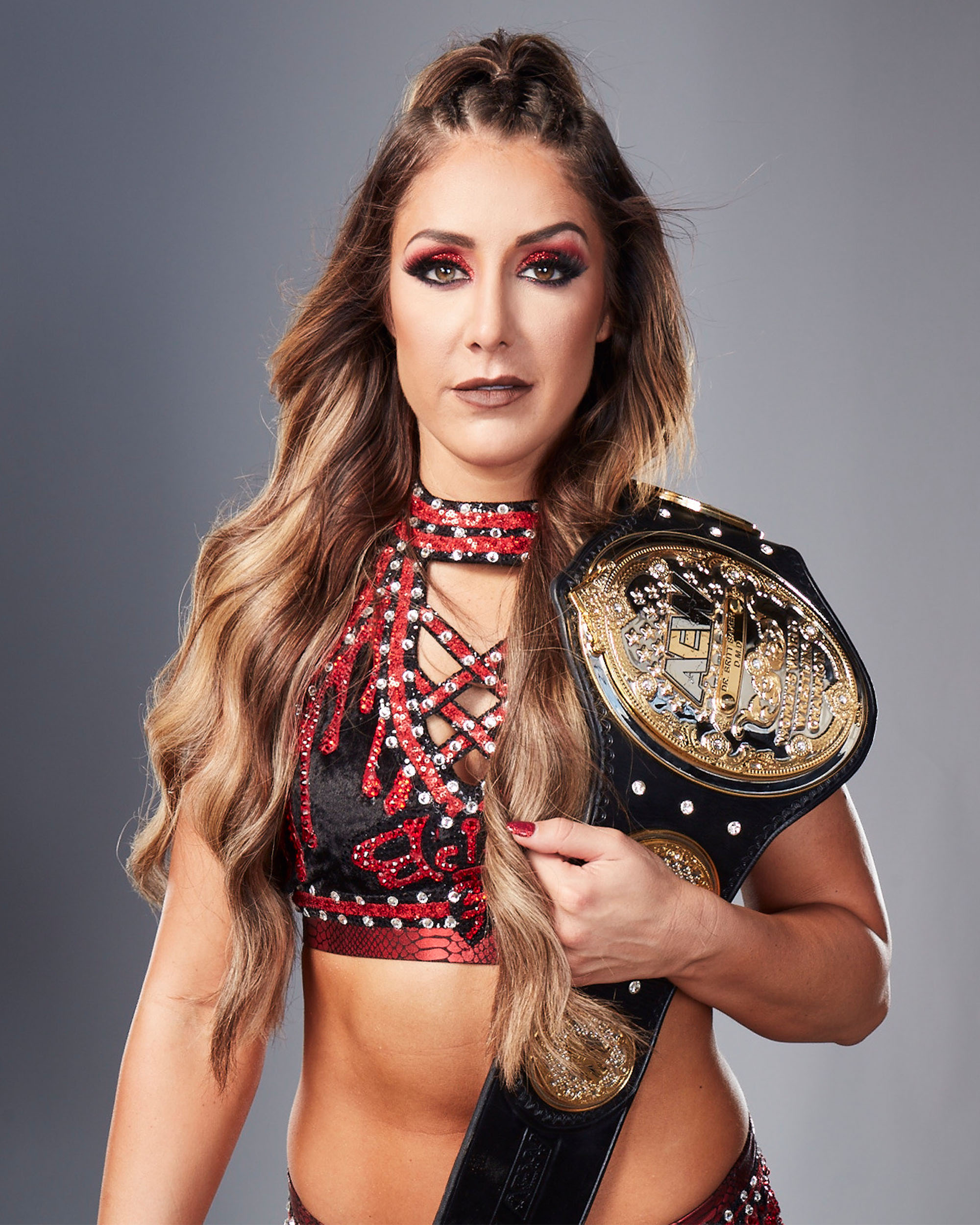
بیکر قهرمان سابق جهان زنان AEW

  - مسابقات قهرمانی جهان زنان AEW (۱ بار)
  - جایزه دینامیت (۱ بار)
    - بهترین لحظه مد AEW ۲۰۲۲ – D.M.D's Brittsburgh Jacket
- DDT Pro-Wrestling
  - قهرمانی وزنه‌نگین مرد آهنین (۱ بار)
- ""کارتل بین‌المللی کشتی"
  - مسابقات قهرمانی زنان IWC (۲ بار)
- کارخانه هیولاها
  - مسابقات قهرمانی دختران MFPW (1 بار)[۱۳]
- کشتی حرفه ای مصور'
  - زن سال (۲۰۲۱)
  - مسابقه سال (۲۰۲۱) – در مقابل تاندر روزا (۱۷ مارس)
  - بهبودترین کشتی‌گیر سال (۲۰۲۱)
  - رتبه ۴ام از ۱۵۰ کشتی‌گیر زن برتر "PWI Women's 150" در سال ۲۰۲۱
- 'ریمیکس پرو رسلینگ
  - مسابقات قهرمانی ریمیکس پرو فیوری (۱ بار)
- "REW - انقلاب شرق کشتی""
  - مسابقات قهرمانی REW پاکستان (۱ بار)
- اسپورتس ایلاستریتد
  - رتبه ۷ام ۱۰ کشتی‌گیر برتر در سال ۲۰۲۱
    - WrestleCircus
      - مسابقات قهرمانی تیم بزرگ WC (1 بار) - با آدام کول

    - خبرنامه ناظر کشتی'
      - بهبودترین (۲۰۲۰)

    - زلو پرو رسلینگ
      - مسابقات قهرمانی زنان Zelo Pro (1 بار)[۱۳]